# 束伞女蒿
束伞女蒿（学名：Hippolytia desmantha）是菊科女蒿属的植物，是中国的特有植物。分布在中国大陆的青海等地，生长于海拔3,800米至3,900米的地区，见于草甸及沟谷岩石露头处，目前尚未由人工引种栽培。